# جنگ ایلخانی و سبزوار
جنگ ایلخانی و سربداران به اشغال ایران توسط ایلخان‌ها اشاره دارد. این جنگ‌ها در سال‌های 1307 تا 1337 میلادی رخ داد و نتایج مختلفی داشتند. در این میان، شهر سبزوار نقش مهمی در مقاومت ایرانیان داشت و در نهایت از اشغال ایلخانیان آزاد شد. این پیروزی نشان‌دهنده استقلال و مقاومت ایرانیان در مقابل حملات خارجی بود.